# Burg (Overath)
Burg ist ein Ortsteil von Overath im Rheinisch-Bergischen Kreis in Nordrhein-Westfalen, Deutschland.

## Lage und Beschreibung
Der Ortsteil Burg liegt auf einer Anhöhe zwischen dem Aggertal und Marialinden. Burg ist von der Landesstraße 312 aus (Mucher Straße) über die Marialindener Straße (der früheren Brüderstraße) zu erreichen. Wegekreuze und Fußfälle aus Sandstein bezeugen, dass der steile Weg seit Jahrhunderten als Pilgerstraße zu dem Marien-Wallfahrtsort Marialinden führt.

## Geschichte
Der Ort wurde erstmals im 13. Jahrhundert urkundlich als Burg urkundlich erwähnt, 1427 als v. der Borch. Der Name leitet sich von der nahen Wallburg Overath, einer Ringwallanlage, ab.
Die Topographia Ducatus Montani des Erich Philipp Ploennies, Blatt Amt Steinbach, belegt, dass der Wohnplatz bereits 1715 vier Hofstellen besaß, die als Burg beschriftet sind. Carl Friedrich von Wiebeking benennt die Hofschaft auf seiner Charte des Herzogthums Berg 1789 als Burg. Aus ihr geht hervor, dass der Ort zu dieser Zeit Titularort der Honschaft Burg im Kirchspiel Overath war. Der Ort lag an der Brüderstraße, einer bedeutenden mittelalterlichen Altfernstraße von Flandern über Köln nach Leipzig.
Der Ort ist auf der Topographischen Aufnahme der Rheinlande von 1817 als Burg verzeichnet. Die Preußische Uraufnahme von 1845 zeigt den Wohnplatz unter dem Namen auf d. Burg. Ab der Preußischen Neuaufnahme von 1892 ist der Ort auf Messtischblättern regelmäßig als Burg verzeichnet.
1822 lebten 56 Menschen im als Hof kategorisierten Ort, der nach dem Zusammenbruch der napoleonischen Administration und deren Ablösung zur Bürgermeisterei Overath im Kreis Mülheim am Rhein gehörte. Für das Jahr 1830 werden 60 Einwohner angegeben. Der 1845 laut der Uebersicht des Regierungs-Bezirks Cöln als Dorf kategorisierte Ort besaß zu dieser Zeit 19 Wohngebäude mit 96 Einwohnern, alle katholischen Bekenntnisses. Die Gemeinde- und Gutbezirksstatistik der Rheinprovinz führt Burg 1871 mit 18 Wohnhäusern und 76 Einwohnern auf. Im Gemeindelexikon für die Provinz Rheinland von 1888 werden für Burg 18 Wohnhäuser mit 67 Einwohnern angegeben. 1895 besitzt der Ort 13 Wohnhäuser mit 56 Einwohnern und gehörte konfessionell zum katholischen Kirchspiel Overath, 1905 werden 16 Wohnhäuser und 71 Einwohner angegeben.

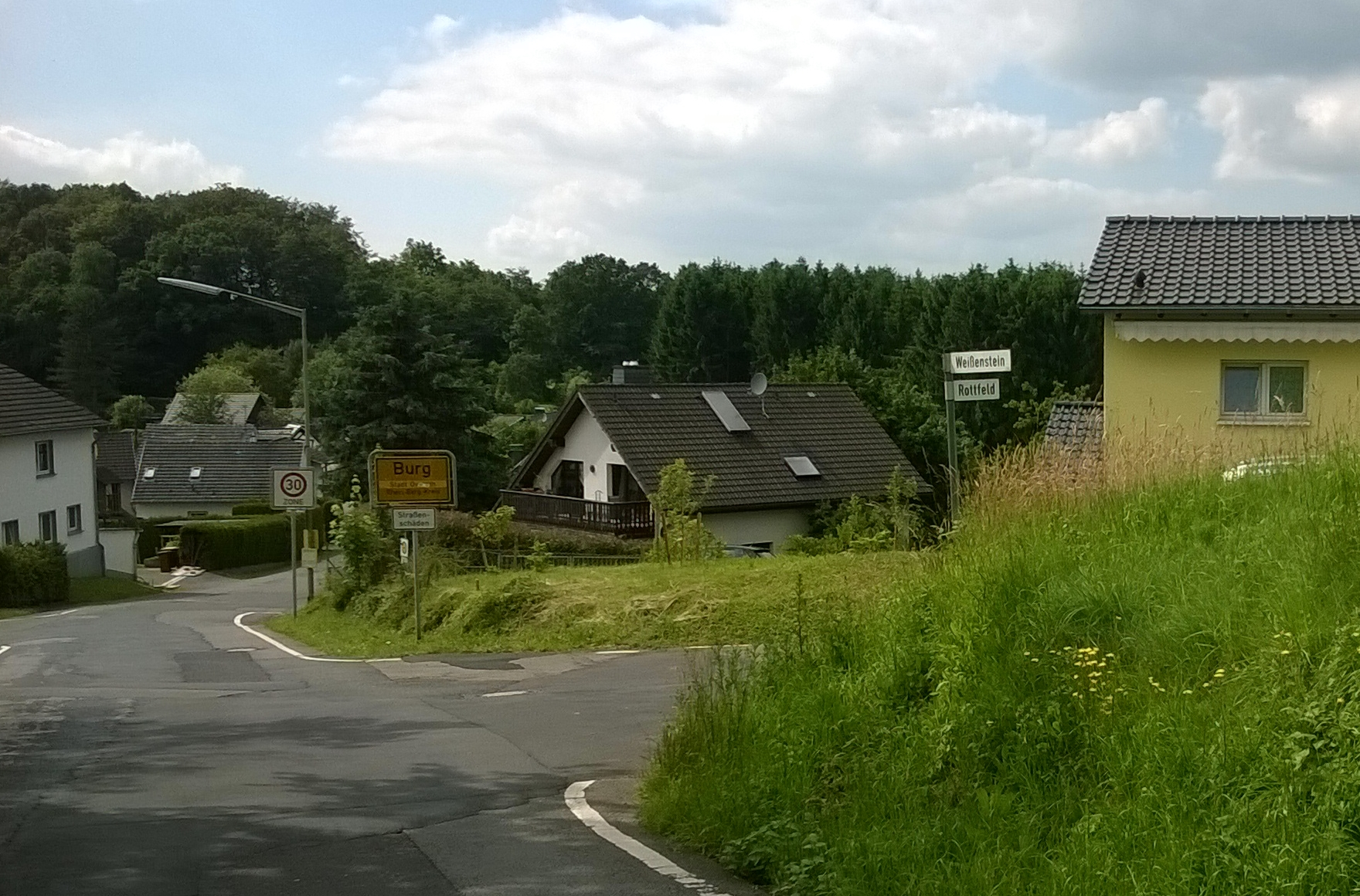
Burg Ortsanfang
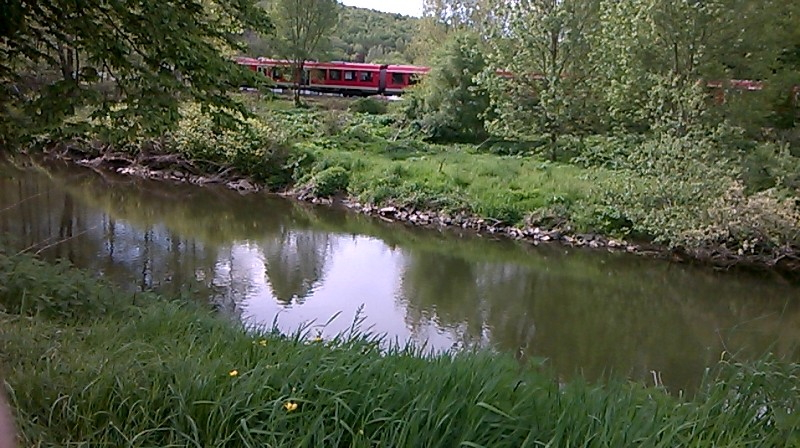
Agger An der Ringmauer
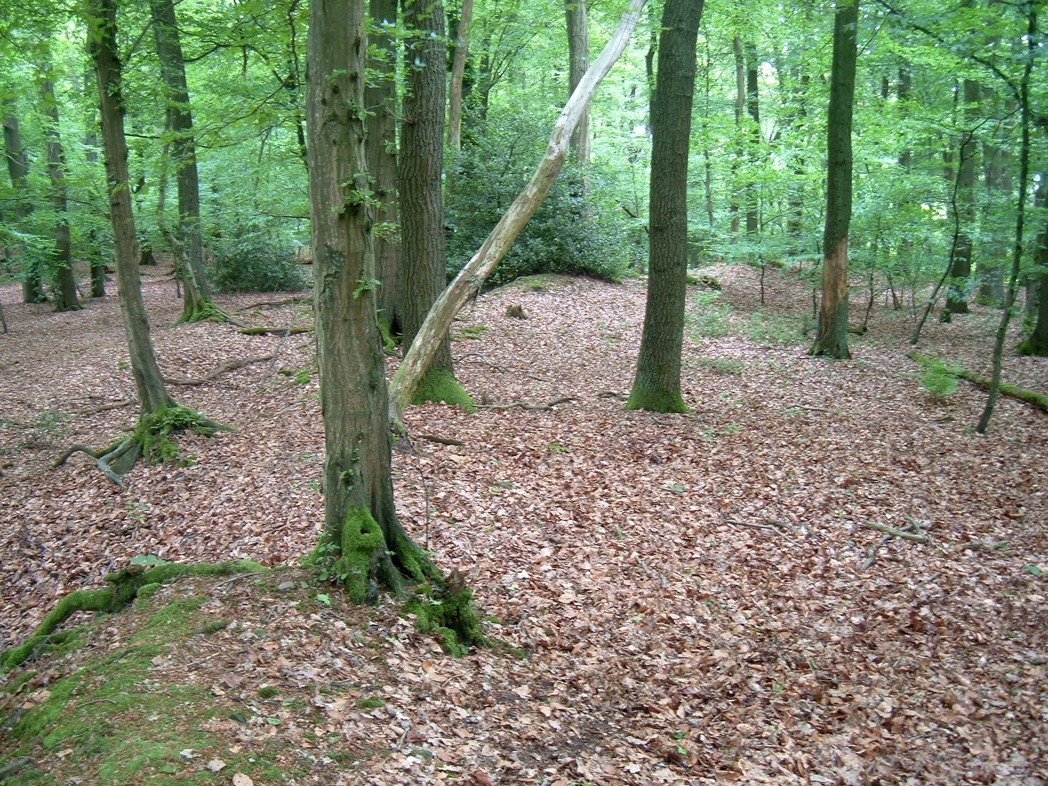
Reste des Ringwalls
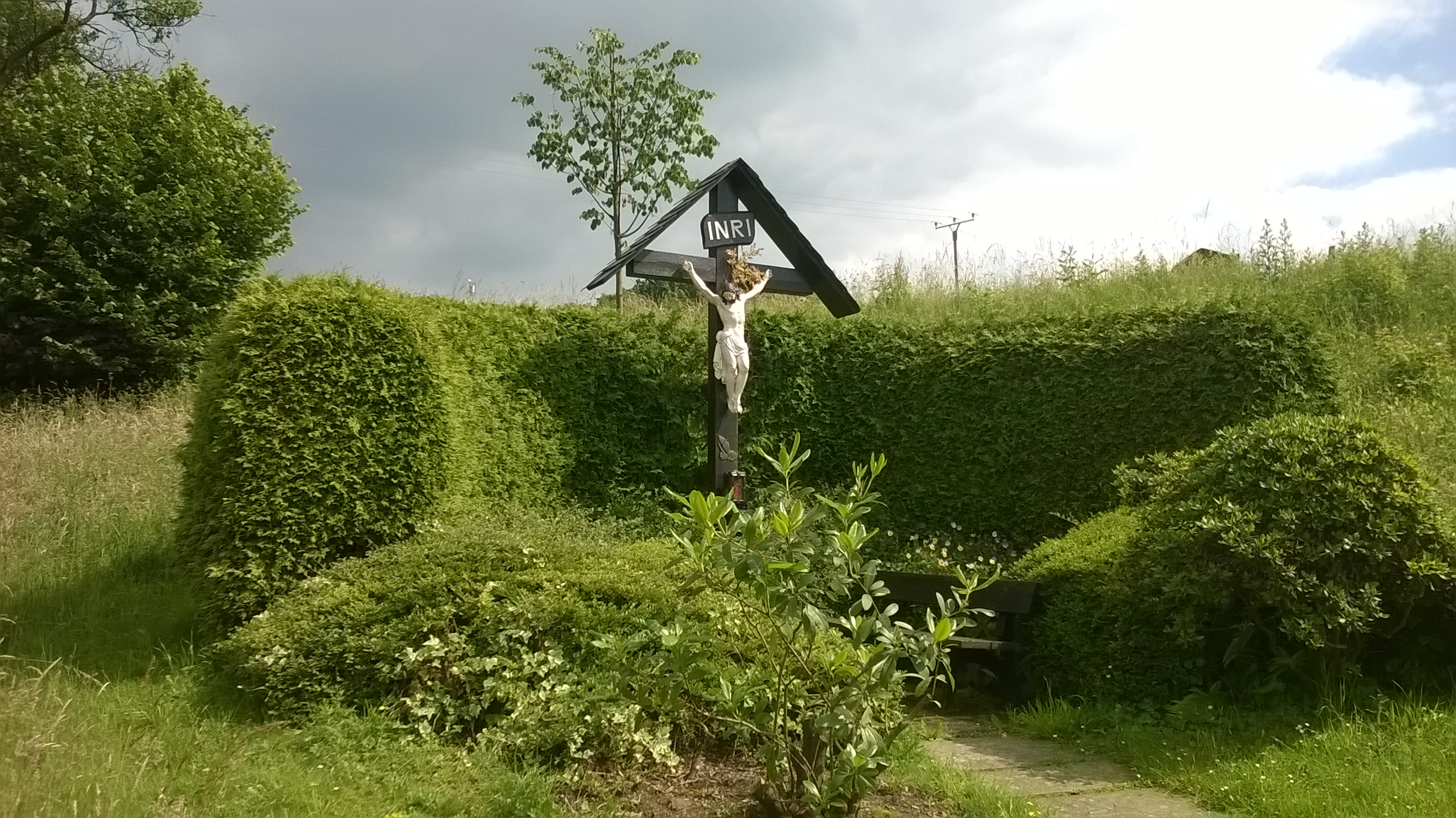
Wegekreuz
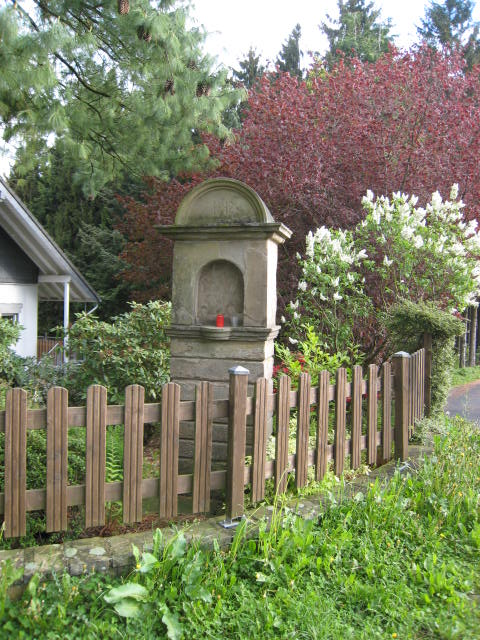
Kreuzwegstation